# Badminton-Europameisterschaft für Behinderte 2012
Die Badminton-Europameisterschaft für Behinderte 2012 fand vom 7. bis zum 10. Juni 2012 in Dortmund statt.

## Medaillengewinner
| Disziplin           | Gold                                             | Silber                                    | Bronze                            |
| ------------------- | ------------------------------------------------ | ----------------------------------------- | --------------------------------- |
| Herreneinzel WH1    | Thomas Wandschneider                             | David Toupé                               | Javier Fernández                  |
| Herreneinzel WH1    | Thomas Wandschneider                             | David Toupé                               | Pavel Popov                       |
| Herreneinzel WH2    | Martin Rooke                                     | Gobi Ranganathan                          | José Guillermo Lama Seco          |
| Herreneinzel WH2    | Martin Rooke                                     | Gobi Ranganathan                          | David Holz                        |
| Herreneinzel SL3    | Alan Oliver                                      | Daniel Lee                                | Simón Cruz Mondejar               |
| Herreneinzel SL3    | Alan Oliver                                      | Daniel Lee                                | Tim Haller                        |
| Herreneinzel SL4    | Pascal Wolter                                    | Bruno Forbes                              | Peter Schnitzler                  |
| Herreneinzel SL4    | Pascal Wolter                                    | Bruno Forbes                              | Jan-Niklas Pott                   |
| Herreneinzel SU5    | İlker Tuzcu                                      | Bartłomiej Mróz                           | Eyal Bechar                       |
| Herreneinzel SU5    | İlker Tuzcu                                      | Bartłomiej Mróz                           | Mikhail Chiviksin                 |
| Herreneinzel SH6    | Niall McVeigh                                    | Andrew Martin                             | Alexander Mekhdiev                |
| Herreneinzel SH6    | Niall McVeigh                                    | Andrew Martin                             | Oliver Clarke                     |
| Herrendoppel WH1    | Thomas Wandschneider Avni Kertmen                | Pascal Barrillon David Toupé              | Pavel Popov Yury Stepanov         |
| Herrendoppel WH1    | Thomas Wandschneider Avni Kertmen                | Pascal Barrillon David Toupé              | Sebastien Martin Young-Chin Mi    |
| Herrendoppel WH2    | Martin Rooke Gobi Ranganathan                    | Javier Fernández José Guillermo Lama Seco | David Holz Manfred Steinhart      |
| Herrendoppel SL3    | Tim Haller Pascal Wolter                         | Max Altenkamp Heiko Vuellers              | Meva Singh Dhesi Naill Jarvie     |
| Herrendoppel SL3    | Tim Haller Pascal Wolter                         | Max Altenkamp Heiko Vuellers              | Eddy Boerman Guus Maassen         |
| Doppel SL4          | Antony Forster Jan-Niklas Pott                   | Peter Schnitzler Katrin Seibert           | Bruno Forbes Daniel Lee           |
| Doppel SL4          | Antony Forster Jan-Niklas Pott                   | Peter Schnitzler Katrin Seibert           | Steven Moodie Alan Oliver         |
| Doppel SU5          | Mikhail Chiviksin İlker Tuzcu                    | Frank Dietel Sebastian Müller             | Eyal Bachar Julie Thrane          |
| Dameneinzel WH1     | Karin Suter-Erath                                | Sonja Häsler                              | Nina Gorodetzky                   |
| Dameneinzel WH1     | Karin Suter-Erath                                | Sonja Häsler                              | Elke Rongen                       |
| Dameneinzel WH2     | Ilse van de Burgwal                              | Emine Seçkin                              | Inge Bakker                       |
| Dameneinzel SH6     | Rachel Choong                                    | Milena Hoffmann                           | Emma Farnham                      |
| Dameneinzel SH6     | Rachel Choong                                    | Milena Hoffmann                           | Anna Spindelndreier               |
| Damendoppel WH1–WH2 | Inge Bakker Ilse van de Burgwal                  | Sonja Häsler Karin Suter-Erath            | Valeska Knoblauch Elke Rongen     |
| Damendoppel WH1–WH2 | Inge Bakker Ilse van de Burgwal                  | Sonja Häsler Karin Suter-Erath            | Monika Meinhold Gertrud Salewski  |
| Mixed WH1           | Thomas Wandschneider Karin Suter-Erath           | David Toupé Sonja Häsler                  | Young-Chin Mi Valeska Knoblauch   |
| Mixed WH1           | Thomas Wandschneider Karin Suter-Erath           | David Toupé Sonja Häsler                  | Schalom Kalvansky Nina Gorodetzky |
| Mixed WH2           | Jordy Brouwer van Gonzenbach Ilse van de Burgwal | Avni Kertmen Emine Seçkin                 | Gobi Ranganathan Inge Bakker      |